# Población Abraham Lincoln (Valdivia)
Población Abraham Lincoln (Valdivia) o Huachocopihue es un barrio de la ciudad de Valdivia que surge luego del Terremoto de 1960. 

## Historia
Es conocida coloquialmente como Huachocopihue debido a su antiguo uso como fundo y supuestamente por unos bueyes.

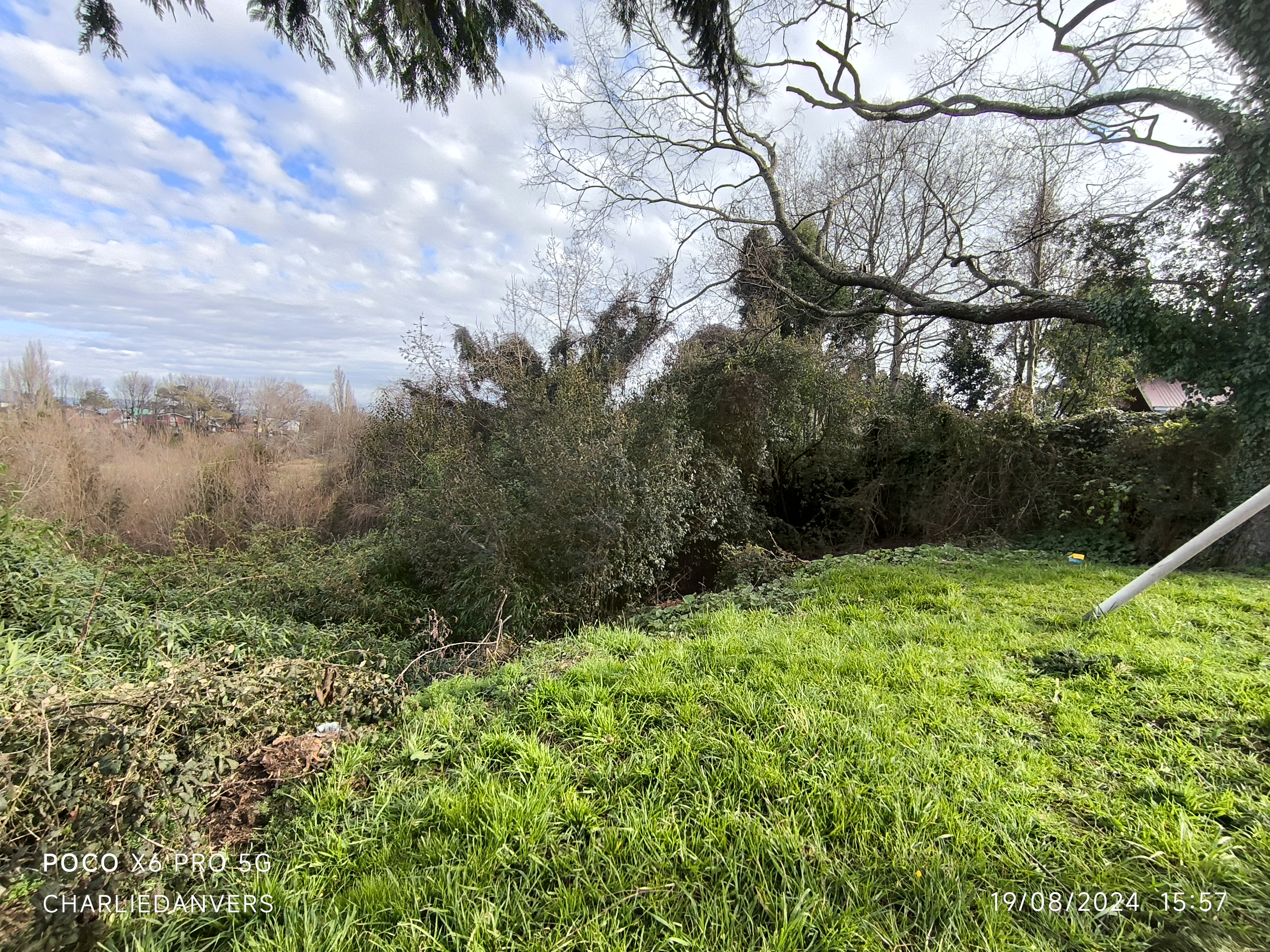
Vista Humedal desde Parque Londres

Se levanta luego del Terremoto de 1960, originalmente con rucos, se le llama en honor al Presidente Abraham Lincoln ya que el gobierno estadounidense coopera con la reconstrucción del país

Hay otra del mismo nombre  en Temuco, llamada así por la misma razón.

Se encuentra en el llamado sector Regional,
entre la intersección de las avenidas Francia, Simpson, y Pedro Montt, creando una especie de triángulo con humedales por dos lados

Fue construida por la CORVI y se inaugura el 25 de enero de 1964, con 370 casas, de dos estilos.
Se compone de casa pareadas de 2 pisos y casas de 1 piso. Un aspecto notable es que las casas fueron construidas de alerces, antes de ser declarado una especie protegida,extraidos de la cordillera cercana a Corral
Al construirla se siguió ejemplos de ciudad jardín y se mantuvieron muchos espacios verdes, como Quebrada Huachocopihue, el Parque Londres, la Plaza Noruega, además de ser bordeada por un humedal urbano protegido, que es parte del Parque Urbano El Bosque.
En la Quebrada Huachocopihue existen árboles muy antiguos, nativos del área como robles, coigues,olivillos, laureles y notros,así como arbustos como la quila y la murra. 
También pueden observarse una gran cantidad de aves como bandurrias,pitos, cachuditos y picaflores de manera permanente y algunos otros en el invierno como torcazas,zorzales, y choroyes.

## Actualidad
Actualmente la JJVV Huachocopihue esta trabajando en recuperar y mejorar el Parque Londres, con la ayuda de la municipalidad.
Recientemente se inauguró un monumento a víctimas de la dictadura frente al Hospital Base Valdivia 

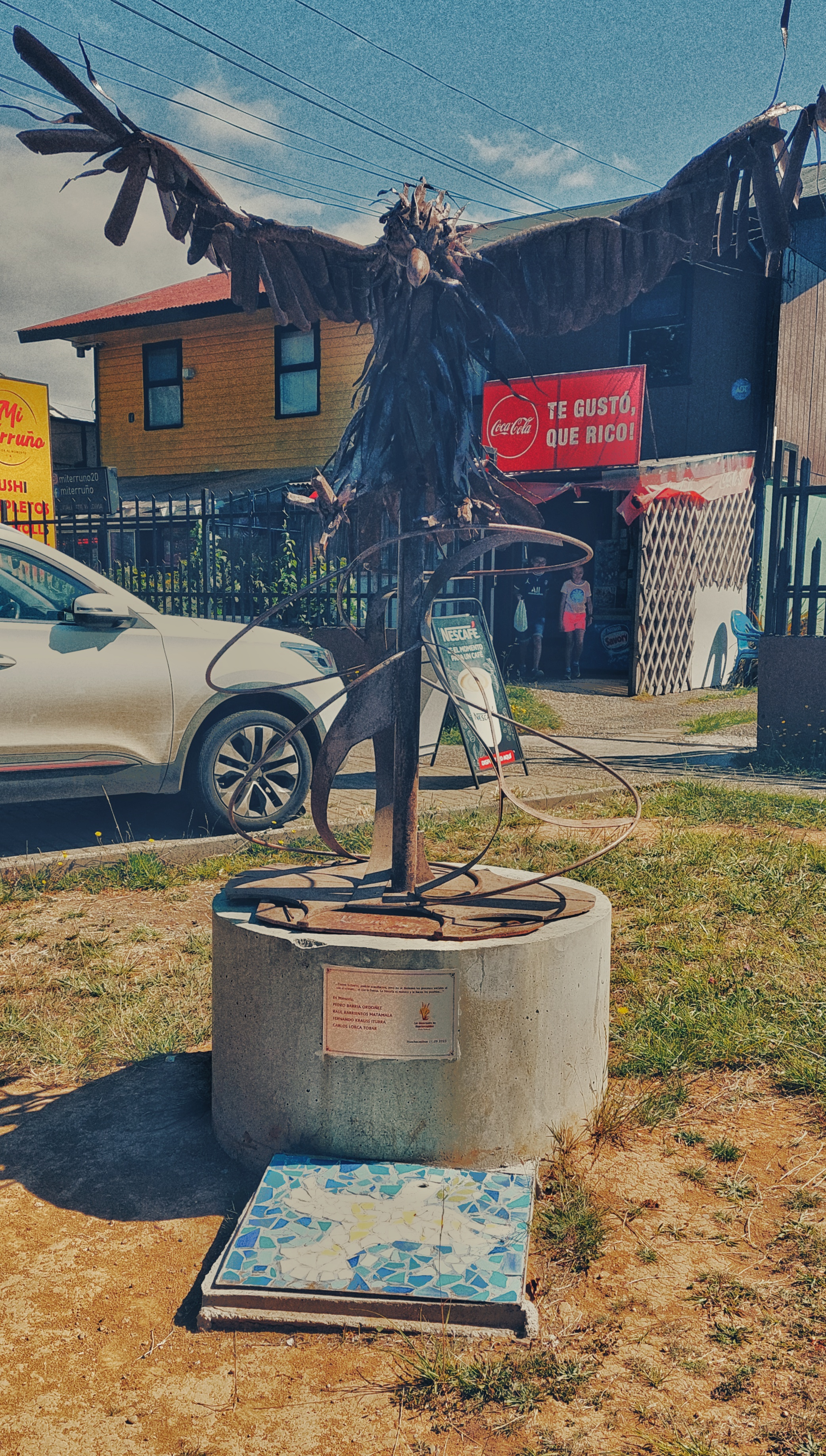
una escultura en forma de pájaro volando, con una placa en su base